# Soul Survivor
Soul Survivor är artonde och sista spåret på Rolling Stones dubbelalbum Exile on Main St. (Exile on Main Street), släppt 12 maj 1972. Låten skrevs av Mick Jagger och Keith Richards och spelades in mellan december 1971 och mars 1972.
"When the waters is rough / The sailing is tough" ("Då sjön går hård / Blir seglingen svår"), är de inledande stroferna på den tre minuter och 49 sekunder långa låten. Refrängen lyder samma som låtens titel ("Själslig överlevare").
Låtens gitarriff återkommer på Stones låt It Must Be Hell från albumet Undercover (1983) och även på Michael Jacksons låt Black or White (1991).

## Låten i en andra version
I nyutgåvan av dubbelalbumet, som släpptes 18 maj 2010, återfinns låten som ett bonusspår med samma musik, men med annan text och sjungs av Keith Richards. Motsvarande inledningsstrofer blir i den andra versionen: "Hey hey hey, I just drown / By the time my feet's on the ground". Motsvarande refräng blir här: "Yeah yeah / I know you can't stand".

## Medverkande musiker
- Mick Jagger - sång på version 1
- Mick Taylor - slidegitarr
- Keith Richards - elgitarr (Rytm), elbas och bakgrundssång / sång på version 2
- Charlie Watts - trummor
- Nicky Hopkins - piano